# Wiebel
Wiebel är en svensk adelsätt. Ätten adlades 16 februari 1727 och introducerades samma år som nummer 1808 på Svenska riddarhuset med Christian Sigismund Wiebel, vilken blev 1731 friherre, men aldrig introducerades, varför den saknar nummer. Ätten utslocknade vid Christian Sigismund Wiebels död 1749.
Kända medlemmar av ätten är:
1. Christian Wiebell. Var 1656 ryttmästare i svensk tjänst.
  1. Ernst Mikael Wiebell, född 1662-08-27. Först beridare, sedan stallmästare i Sachsen. Död 1692-10-11. Gift 1) 1679-11-25 med Magdalena Christina Schmidt, dotter av furstliga sachsiska stallmästaren Sigismund Schmidt. Gift 2) 1684-05-22 med Barbara Catharina Geerman, dotter av furstliga sachsiska husfogden Immavel Geerman.
    1. Christian Sigismund Wiebel, adlad (och friherre) Wiebel, född 1682-08-01 i staden Zeitz i Sachsen. Beridare vid kurfurstliga brandenburgska stallet i Berlin 1696. Stallmästare hos markgreve, sedermera prins Filip Vilhelm av Brandenburg-Schwedt 1700. Stallmästare och kapten vid arvprinsen, sedermera Fredrik II av Hessen-Kassels livdragonregemente 1710. Följde 1715 bemälde herre till Sverige såsom dess stallmästare.

Svensk hovstallmästare 1719-06-16. Adlad 1727-02-16, och introducerad samma år under nr 1808. Överstallmästare på hessisk stat 1730. Överkammarherre 1740. Friherre 1748-04-12 (ej introducerad). RoKNO 16 april samma år. RSO 26 september samma år. Död ogift 1749-04-13 i Stockholm och slöt således själv sin adliga ätt samt begraven samma år 19/4 på kungens bekostnad i Tyska Sankt Gertruds kyrka, varvid vapnet krossades av kanslisten, sedermera presidenten Carl Albrecht Rosenadler.